# Hickmanolobus linnaei
Hickmanolobus linnaei is een spinnensoort in de taxonomische indeling van de Orsolobidae.
Het dier behoort tot het geslacht Hickmanolobus. De wetenschappelijke naam van de soort werd voor het eerst geldig gepubliceerd in 2008 door Baehr & H. M. Smith.